# Henri Ferrari
Pour les articles homonymes, voir Ferrari.
Henri Ferrari (né le 23 septembre 1912 à Frontignan et mort le 15 février 1975) est un haltérophile français.

## Biographie

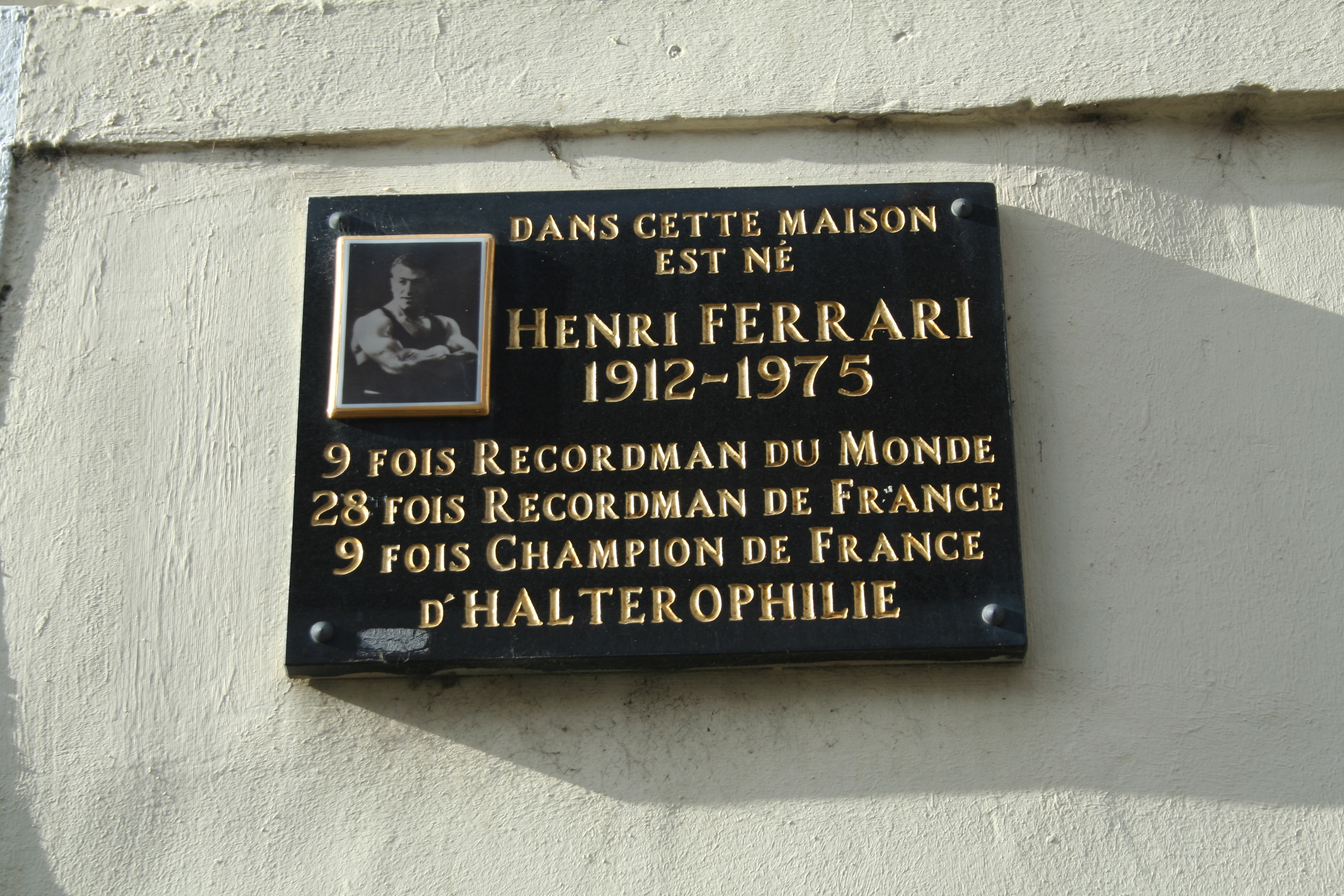
Plaque commémorative sur la maison natale d'Henri Ferrari.

Enfant, Henri Ferrari fit ses premiers pas en haltérophilie au bord d'une voie ferrée désaffectée de Frontignan, il jouait à soulever des essieux de wagonnets avec leurs roues métalliques, restés là, dans le terrain vague.
Coiffeur à Frontignan dans le salon de coiffure de son père, il se consacre au sport pour devenir dès 1938 un espoir de l'élite française. Mais la guerre éclate. À la fin de la Seconde Guerre mondiale, il a déjà 33 ans.
Henri Ferrari a également monté un numéro de spectacle dans lequel sa fille Loulou danse sur sa main.
Il joue avec sa fille Loulou dans Branquignol, film réalisé par Robert Dhéry en 1949.
C'est Henri Ferrari qui initia Marc Vouillot aux poids et haltères.

## Parcours sportif
- 1945 : recordman du monde de l’épaulé-jeté, 169 kg.

### Palmarès
- Médaille de bronze des moins de 46 kg aux Championnats du monde d'haltérophilie 1946 à Paris
- 9 records du monde.
- 9 fois champion de France.
- 28 records de France.

### Records du monde
À l'arraché :
- 123 kg, 1943 à Paris, (75 kg).

À l’épaulé-jeté :
- 156,5 kg, 1945 à Paris, (75 kg) ;
- 159 kg, 1946 à Paris, (75 kg) ;
- 161 kg, 1945 à Paris, (82,5 kg) ;
- 169 kg, 1945 à Paris, (82,5 kg).